# Антарктически договор
Антарктическият договор и свързаните с него споразумения, наречени Антарктическа договорна система (накратко АДС), регулира международните отношения по отношение на Антарктида – единствения континент на Земята, който е без собствено население.
За целите на договора Антарктика се определя като цялата земна площ и ледения шелф на юг от 60-ия паралел. Договорът, влизащ в сила през 1961 г. и подписан от 49 страни, разглежда Антарктика като научен резерват и установява свобода на научните проучвания, като забранява военна дейност на този континент.
Този договор е първото споразумение относно контрола на оръжията, установен по време на Студената война. Секретариатът на договора е разположен в Буенос Айрес, Аржентина от септември 2004 г.

## Система на договора
Основният договор е подписан на 1 декември 1959 г., първоначално от 12-те държави, участвали в Международната година на геофизиката (1957 – 1958) в Антарктика – Аржентина, Австралия, Белгия, Великобритания, Нова Зеландия, Норвегия, Съветския съюз, САЩ, Франция, Чили, Южна Африка, Япония. Влиза в сила на 23 юни 1961 г. Той е израз на практическа и научна съвместна дейност, постигната „на леда“.

## Клаузи
1. Зоната да се използва само за мирни цели, военна дейност, като тестване на оръжия е забранена, но военен персонал и военни съоръжения могат да бъдат използвани за научни проучвания и други мирни цели.
2. Свободата на научните изследвания и сътрудничеството да бъдат продължени.
3. Свободен обмен на информация и персонал в сътрудничество с ООН и други международни организации;
4. Договорът не установява териториален суверенитет и докато той е в сила не се приемат нови искания.
5. Договорът забранява ядрени експлозии и изхвърлянето на радиоактивни отпадъци.
6. Договорът включва пълната площ ледени блокове, но не и заобикалящата ги водна площ 60 градуса на юг.
7. Наблюдателите по спазване на договора имат свободен достъп, включващ оглед на територията до всяка област и могат да инспектират всички станции, инсталации и съоръжения, да имат предварителен поглед върху всички дейности и да бъде инструктиран военния персонал.
8. Позволява юрисдикция над изследователи и научни работници от техните собствени държави.
9. Чести срещи, консултации сред държавите членове.
10. Договорът ще неутрализира дейностите на всяка държава, противиречащи на клаузите му.
11. Всички спорове да бъдат водени по мирен път от засегнатите страни или в краен случай от международен съд.
12. Има отношение към прилагането, превода и допълнението на договора сред включените държави.

Основният предмет на АДС е да бъде в интерес на целия човешки род, като Антарктика ще продължи завинаги да бъде използвана изключително за мирни цели и няма да се превърне в сцена или обект на международни противоречия. Договорът забранява всякакви мерки от военен вид, но не и присъствието на военен персонал.

## Други споразумения
Други споразумения – около 200 препоръки, приети на консултативни срещи към договора и ратифицирани от правителствата.
- Взети мерки за опазване флората и фауната на Антарктика (1964) – влиза в сила, 1982
- Конвенция за опазване на антарктическите тюлени (1972)
- Конвенция за запазване на живите морски ресурси на Антарктика (1980)
- Конвенция по регулацията на дейностите и антарктическите минерални ресурси (1980) – не е в сила
- Протокол по опазване на околната среда към Антарктическия договор е подписан на 4 октомври 1991 г. и влиза в сила на 14 януари 1998 г. Това споразумение предотвратява развитието и осигурява защита на антарктическата околна среда – с 5 специални допълнения за морското замърсяване, замърсяването на фауната и флората, влиянието върху околната среда, управлението на отпадъците и защитените зони. Той забранява всички дейности, имащи отношение към минералните ресурси, с изключение на научни. Шесто допълнение – за отговорността към природните бедствия, е приет през 2005 г. и предстои да влезе в сила.

## Срещи
Консултативните срещи по Антарктическия договор са международен форум за администриране и управление на региона. само 28 от 49-те страни по договора имат право да участват във вземането на решения на тези срещи, въпреки че на останалите 20 им е разрешено да присъстват. Участниците по вземането на решения са наречени консултативни страни и в допълнение към първоначалните 12 членки са добавени още 16 държави, които са демонстрирали интереса си в Антарктика, чрез извършването на важна научна дейност там.

## Секретариат
Секретариата по договора е установен в Буенос Айрес, Аржентина през септември 2004 г. Ян Хубер (Холандия) е първият изпълнителен секретар, изпълняващ длъжността си 5 години – до 31 август 2009 г. На 1 септември същата година той е сменен от Манфред Рейнке (Германия), назначен за 4 години.
Задачите на Секретариата могат да бъдат разделени в следните области:
- подпомага годишните консултативни срещи по договора и срещите на Комитета за опазване на околната среда;
- улеснява размяната на информация между държавите участнички по договора;
- събира, съхранява, организира и публикува документите от консултативните срещи;
- представя публично информация относно Антарктическия договор и дейността в Антарктика.

## Правна система
Антарктида няма постоянно население и заради това няма гражданство и правителство. Опеката на континента е искана от отделни държави, но не им е предоставена. Площта на Антарктида между 90 градуса на запад и 150 градуса на запад заедно с частта на норвежкия сектор (тази зона никога не е била определена официално) е единствената част на Земята, която не е под контрола на никоя държава.
Правителствата, които са страни по Антарктическия договор, изпълняват клаузите на тези споразумения и решенията, взети според националните закони. Тези закони по принцип се прилагат само към техните собствени граждани, когато са в Антарктида, и служат за постигането на консенсус при консултациите: относно дейностите, които могат да се приемат, кои зони изискват разрешително за пребиваване, какви процеси на влияние на околната среда трябва да се регулират и др. Договорът често бива смятан за принцип на общото наследство на човечеството.

## Аржентина
Според аржентинските закони което и да е престъпление, извършено в рамките на 50 км от която и да е аржентинска база, се отсъжда в Ушуая (като столица на Тиера дел Фуего, Антарктика и Южноатлантическите острови). В частта на Аржентинска Антарктика, която е под опеката на Чили и Великобритания, хората, подлежащи на съд, могат да бъдат превозени там.

## Австралия
Тъй като наименованието на Австралийската антарктическа територия датира отпреди подписването на Антарктическия договор, някои от австралийските закони, които се отнасят до Антарктида, датират от повече от 2 десетилетия преди Антарктическия договор. Ключовото австралийско законодателство, прилагащо Антарктическия договор, включва: Акт за антарктическия договор (1960), Антарктически договор (опазване на околната среда), Акт за опазване на живите морски ресурси.

## САЩ
Законът на САЩ, включително определени криминални нарушения от или срещу Съединените щати, като убийство, може да се прилага към зони, които не са в юрисдикцията на други държави. Някои от американските закони се прилагат пряко в Антарктика, например Акт за антарктическо опазване, който осигурява граждански и криминални глоби за следните дейности, освен ако не са позволени от закон или статут:
- вземането на антарктически бозайници и птици;
- внасянето на чужди/неместни растения и животни;
- навлизането в специално защитени или научни зони;
- изхвърлянето на замърсители или отпадъци в Антарктида или антарктическите води;
- вносът в САЩ на определени вещи от Антарктида.

Нарушението на Акта за опазване на Антарктида носи глоба от 10 000 долара и 1 година затвор. Отделът за скъпоценности, търговия, транспорт и Министерството на вътрешните работи си поделят отговорностите. Актът изисква експедициите от САЩ до Антарктида да бъдат оповестени предварително в отдела за Океанографски и полярни дела в щатския департамент, който докладва до останалите държави, както е според Антарктическия договор.

## Нова Зеландия
През 2006 година полицията на Нова Зеландия докладва за нови юридически искания, като ги защитава от потенциални американски свидетели, които са отказали да свидетелстват относно смъртта на австралийския астрофизик Родни Маркс по време на научното му изследване на Северния полюс през май 2000 г. Д-р Скот умира, докато прави изследване в американската база „Амундсен – Скот“. Преди да бъде направена аутопсията се твърди, че смъртта е настъпила по естествени причини, но самата аутопсия в Нова Зеландия разкрива, че д-р Маркс е починал от метанолово отравяне. Новозеландската полиция продължава разследването. По време на интервютата за медиите отговорникът по разследването критикува националната научна фондация и изпълнителя Райтеон за отказ от съдействие по повод разследването.

## Южна Африка
Южноафриканските закони се прилагат към всички южноафрикански граждани на Антарктида и са обект на юрисдикцията на съда на магистратите в Кейптаун. По отношение на нарушаването на Антарктическия договор и съответните споразумения Южна Африка също прилага юрисдикция над гражданите на Южна Африка и членовете на експедиции, организирани от държавата.
Information about the Antarctic Treaty and how Antarctica is governed. //   70South, 28 декември 2005. Посетен на 8 април 2008.